# ساننگکی (استان ماسوویان)
ساننگکی (به لهستانی:  Sanniki) یک روستا در لهستان است که در گمینا ساننگکی واقع شده‌است. ساننگکی ۲٬۰۰۰ نفر جمعیت دارد.